# 104-я гвардейская десантно-штурмовая дивизия
104-я гвардейская десантно-штурмовая ордена Кутузова дивизия (104 дшд) — тактическое соединение Воздушно-десантных войск России. 1 декабря 2023 года дивизия восстановлена на базе 31-й отдельной десантно-штурмовой бригады.
Девиз: «Себе — честь, Родине — Слава!» Символ дивизии — пустынный скорпион.
Основана дивизия была в декабре 1944 года. Окончательное же формирование дивизии произошло в 1946 году, когда 104-я гвардейская стрелковая дивизия была реорганизована в 104-ю гвардейскую воздушно-десантную ордена Кутузова дивизию, нёсшую своё Боевое Знамя вплоть до 1998 года. В 1998 году дивизия была реформирована и сокращена до бригады, получив название 31-я отдельная гвардейская воздушно-десантная ордена Кутузова бригада (c 2007 года — десантно-штурмовая).

## История
История дивизии начинается с формирования 1-й и 2-й отдельных воздушно-десантных бригад, с которых началось формирование 11-й гвардейской воздушно-десантной дивизии. 30 декабря 1944 года 11-я гв. вдд переформирована в 104-ю гвардейскую стрелковую дивизию. С 21 февраля 1945 и до конца войны дивизия находилась в составе 9-й гвардейской армии.
После 1946 года, дивизия дислоцировалась, на территории Азербайджанской ССР, в г. Кировабаде (Гянджа) и г. Шамхор входя в состав Краснознаменного Закавказского военного округа до вывода в г. Ульяновск в 1993 году.
Сводные подразделения 104-й дивизии принимали участие в вооружённом конфликте в Грузии, Азербайджане, в боевых действиях Чечне.
В августе-сентябре 1992 года 345-й гвардейский парашютно-десантный полк был передислоцирован в республику Абхазия и выведен из состава дивизии. В 1993 году дивизия была выведена из Азербайджана и полностью передислоцирована в город Ульяновск и пригородный посёлок Поливно (1180-й гвардейский артиллерийский полк), где и располагалась вплоть до сокращения в 1998 году.
В 1998 году 104-я гвардейская воздушно-десантная дивизия была реорганизована в 31-ю отдельную гвардейскую десантно-штурмовую ордена Кутузова бригаду.
Вторжение России на Украину (2022)
В 2023 году 104-я гвардейская десантно-штурмовая дивизия была воссоздана. По сообщениям британской разведки, «дивизия понесла исключительно большие потери и не смогла выполнить поставленные задачи в Херсонской области» при попытке «выбить украинский плацдарм возле села Крынки на восточном берегу Днепра». После этого «российские военные блогеры призвали командующего Днепровской группировкой войск генерал-полковника Михаила Теплинского подать в отставку».
21 февраля 2024 года ВСУ нанесли три ракетных удара при помощи HIMARS по военному полигону России близ н.п. Подо-Калиновка, Херсонская область. По данным СМИ, в момент удара на полигоне находились, в том числе военнослужащие 328-го десантно-штурмового полка 104 дшд. Погибли 36 военных, ещё 28 получили ранения. Также, источники сообщают о гибели заместителя командира 328-го дшп Дениса Кокшарова.

### Потери
По данным военно-исторического ресурса «Преданный полк», в ходе Первой чеченской войны погибли 86 десантников 104-й дивизии ВДВ.

## Состав

### 1992 год
До вывода в 1993 году из Азербайджана:
- 328-й гвардейский парашютно-десантный полк (г. Гянджа);
- 337-й гвардейский парашютно-десантный ордена Александра Невского полк (г. Гянджа);
- 345-й отдельный гвардейский парашютно-десантный Венский Краснознамённый, ордена Суворова полк имени 70-летия Ленинского комсомола(г. Гянджа);
- 1180-й гвардейский артиллерийский полк (г. Шамхор);
- 110-я отдельная разведывательная рота (г. Гянджа);
- 103-й отдельный зенитный ракетно-артиллерийский дивизион;
- 729-й отдельный батальон связи (г. Гянджа);
- 132-й отдельный инженерно-сапёрный батальон (г. Гянджа);
- 24-й отдельный ремонтно-восстановительный батальон;
- 611-й отдельный батальон десантного обеспечения;
- 1684-й отдельный батальон материального обеспечения;
- 180-й отдельный медицинский батальон;
- 116-я отдельная военно-транспортная авиационная эскадрилья;
- отдельная рота химической защиты (г. Гянджа)
- Отдельная комендантская рота (г. Гянджа)
- отдельная ремонтная рота, −1995-, в/ч 73596
- 422-я станция фельдъегерско-почтовой связи.
  - Примечание по составу: 345-й гв.пдп, ранее входивший в состав расформированной в 1979 году 105-й гв.вдд, вошёл в состав 104-й гв.вдд после окончания Афганской войны. Он заменил в дивизии 387-й гвардейский парашютно-десантный полк который был выведен из её состава и передислоцирован в г.Фергана Узбекской ССР в 1982 году на место введённого в ДРА 345-го гв.пдп. В Фергане на базе 387-го гв.пдп в годы Афганской войны производилась подготовка рядового состава для дальнейшей службы в частях ВДВ ОКСВА. Полк переименуют в 387-й учебный отдельный парашютно-десантный полк (387-й оупдп). В кинематографе, в фильме «9-я рота» под учебной частью подразумевается именно 387-й оупдп.

### 2024 год
- 328-й гвардейский десантно-штурмовой полк[7], в/ч 01011
- 337-й гвардейский десантно-штурмовой полк[8], в/ч 51854
- 345-й десантно-штурмовой полк имени Героя Советского Союза генерал-полковника В. А. Востротина, в/ч 33702
- 1180-й артиллерийский полк, в/ч 02364
- 2-й зенитный ракетный полк, в/ч 55256
- 134-й отдельный танковый батальон, в/ч 34253
- 154-й отдельный разведывательный батальон, в/ч 12021
- 132-й отдельный инженерно-сапёрный батальон, в/ч 13063
- 720-й отдельный батальон связи, в/ч 74903
- 24-й отдельный ремонтно-восстановительный батальон, в/ч 16559
- 1684-й отдельный батальон материального обеспечения, в/ч 36111
- 180-й отдельный медицинский отряд, в/ч 77003

## Командование
- генерал-майор Иванов, Василий Иванович 1943—1944 гг.
- генерал-майор Редченко, Алексей Христофорович 21.02.1945—26.03.1945 г.
- генерал-майор Серёгин, Иван Фёдорович 27.03.1945—07.1946 гг.
- генерал-майор Таварткиладзе, Николай Тариелович 09.1946—22.04.1949 гг.
- гвардии полковник Старцев, Александр Алексеевич 22.04.1949—12.1950 г.
- гвардии полковник (с 3.08.1953 генерал-майор) Хворостенко, Пётр Максимович 12.1950—07.05.1954 гг.
- генерал-майор Рудаков, Алексей Павлович 07.05.1954—23.11.1955 гг.
- гвардии полковник, (с 25.05.1959 генерал-майор) Дранищев, Фёдор Петрович 23.11.1955—01.08.1961 гг.
- гвардии полковник, (с 22.02.1963 генерал-майор) Синеокий, Иван Иванович[9] 01.08.1961—08.08.1963 гг.
- гвардии полковник Потапов, Юрий Михайлович 08.08.1963—10.08.1964 гг.
- гвардии полковник (с 7.05.1966 генерал-майор) Гуськов, Николай Никитович 10.08.1964—1967 гг.
- гвардии полковник (с 29.04.1970 генерал-майор) Спирин, Анатолий Андреевич 11.04.1968—12.06.1975 гг.
- генерал-майор Хоменко, Aлександр Григорьевич 1975—1981 гг.
- генерал-майор Сердюков, Николай Иванович 1981—1984 гг.
- генерал-майор Семёнов, Евгений Анатольевич 1984—1987 гг.
- генерал-майор Сорокин, Виктор Андреевич 1987—1989 гг.
- генерал-майор Щербак, Валерий Витальевич 1990—1993 гг.
- генерал-майор Орлов, Вадим Иванович 1993—1998 гг.

## Герои России
- Лобунец Олег Игоревич — командир разведвзвода, Герой Российской Федерации 21 января 1997 года.
- Еремецкий Олег Анатольевич — командир десантно-штурмовой роты. Посмертно присвоено звание Героя России 22 января 1997 года.
- Епифанов Вадим Владимирович — командир разведроты десантно-штурмовой дивизии. Посмертно присвоено звание Героя России[10][11][12][13].